# Mutslar
Koordinaten: 51° 15′ 26″ N, 9° 15′ 54″ O
Mutslar ist eine Dorfwüstung in der Gemarkung von Sand, einem Ortsteil der Gemeinde Bad Emstal im nordhessischen Landkreis Kassel.

## Geographische Lage
Das im Jahre 1074 in einer Urkunde des Klosters Hasungen erstmals schriftlich erwähnte Dorf lag auf etwa 330 m Höhe in der Flur „Mußlor“ auf einer Hangterrasse oberhalb der Ems, nordöstlich von Sand und nordöstlich des Basaltkegels Lauseküppel (375,5 m), eines südöstlichen Ausläufers des Erzebergs (436,7 m). Westlich vorbei verläuft die Landesstraße L 3220 von Sand nach Breitenbach.

## Geschichte
Dort gefundene Keramikscherben belegen eine Siedlung aus der Zeit vom 9./10. bis ins 15. Jahrhundert. Verschiedene kirchliche und adelige Grundherren hatten im Laufe der Zeit Besitz und Einkünfte im Ort, so z. B. das Kloster Hasungen, das Fritzlarer St.-Petri-Stift, das Kloster Merxhausen, das Kloster Haina, das Kloster Breitenau, der Ludowinger Graf Friedrich von Wildungen, die Herren von Elben und von Venne und auch die Landgrafen von Hessen. Das Dorf wurde wohl um die Mitte des 15. Jahrhunderts aufgegeben; die Bewohner zogen mehrheitlich nach Sand, das bereits im Jahre 1354 als „tzum Sande Mutzlar“ in Urkunden des Klosters Breitenau erwähnt wird.

### Zeittafel
- Im Jahre 1081 bestätigte Erzbischof Siegfried I.[4] von Mainz dem Kloster Hasungen den Besitz von einem Mansus in „Moteslare“.[5] Der Besitz dieses Klosters in Mutslar wurde auch im 12. Jahrhundert erwähnt und erweitert; so erhielt Abt Hildebold von Hasungen 1154/59 einen halben Mansus als Seelgerät.
- Mindestens seit 1209 und auch noch 1310 hatte das St.-Petri-Stift in Fritzlar laut seinem Zinsregister Zehnteinkünfte in Mutslar.
- Die nächste Erwähnung des Dorfs erfolgte im Jahre 1240, als Burchard IV. von Querfurt, Burggraf von Magdeburg, eine Schenkung des Grafen Friedrich von Wildungen von Gütern u. a. in Mutslar an das Kloster Haina bezeugte.[6][7][8]
- Bereits 1242 kaufte das Kloster Merxhausen das Dorf Mutslar, womit jedoch bestehende innerörtliche Besitzverhältnisse nicht beeinträchtigt wurden.
- 1354 stifteten der Ritter Hermann von Elben und seine Gemahlin Elisabeth dem Kloster Breitenau ihr Gut zu Mutslar als Seelgerät für sich und ihre Eltern. Zu diesem Gut, der große Hof genannt, gehörten sieben Hufen Land, Weide, Wald, Feld, zwei sogenannte Kottenhöfe und eine Mühle.[9] 1358 erhielt das Kloster eine weitere Hufe in Mutslar.
- 1383 verkaufte der Knappe Eckehard von Venne Güter zu Mutslar dem Kloster Merxhausen.
- Bereits im Jahre 1357 und auch 1385 und 1396 wurde der Ort als landgräfliches Dorf bezeichnet,[1] er gehörte aber spätestens ab 1403 zum gesonderten Distrikt des Klosters Merxhausen.
- Von 1437 bis 1448 war der inzwischen wüst gefallene Ort landgräflich-hessisches Lehen im Besitz der miteinander verschwägerten Reinhard von Dalwigk und Friedrich IV. von Hertingshausen. 1448 wurden die beiden als Landfriedensbrecher von Landgraf Ludwig I. von Hessen mit dem Entzug großer Teile ihres Lehnsbesitzes bestraft, darunter Besitz auch in Mutslar.